# Battaglia di Callan
La battaglia di Callan fu combattuta nel 1261 tra gli Hiberno-Normanni, comandati da John FitzGerald, e i Gaelici di Fínghin Mac Carthaigh, re di Desmond. La battaglia si tenne a Callan (o Collon), vicino all'odierna città di Kilgarvan, nella contea di Kerry. Fa parte delle Guerre normanne in Irlanda.

## Antefatto
Il re espulso di Leinster, Diarmait Mac Murchada (Dermot MacMurragh), cercò aiuto per riconquistare il suo regno dai mercenari cambro-normanni. I Normanni sbarcarono a Bannow Bay, sulla costa meridionale di Leinster il 1 ° maggio 1169, conquistarono Leinster in poche settimane e lanciarono incursioni nei regni vicini. Nell'autunno del 1171, il re Enrico II d'Inghilterra decise di guidare una spedizione militare in Irlanda per stabilire il suo controllo sia sui signori della guerra normanni che sugli irlandesi. L'espansione normanna continuò.

## Cause della Battaglia
Nel 1259, John FitzThomas FitzGerald, 1 ° barone Desmond ricevette una sovvenzione reale di Desmond e West Waterford in compenso. Fineen MacCarthy, figlio di Donal Gott MacCarthy e re di Desmond radunò le sue truppe, compresi gli O'Sullivan. Le incursioni dei Normanni nel Munster nel 1180 avevano costretto il clan O'Sullivan a lasciare la sua patria originaria nella contea di Tipperary. Divennero i principi principali sotto i loro parenti stretti, i MacCarthy. MacCarthy è stato raggiunto anche da O'Donoghue, anch'egli imparentato.
Nel luglio 1261 i tre clan gaelici si unirono per affrontare i Normanni a Callan e ottennero una vittoria completa. Sia John FitzGerald che suo figlio, Maurice, morirono nei combattimenti.

## Fonti
Si conosce questa battaglia attraverso alcuni annali irlandesi.

### Annali del Connacht
Gli annali del Connacht registrano la battaglia in due paragrafi e risulta che la battaglia fu provocata da Fínghin Mac Carthaigh. John FitzGerald e suo figlio morirono in combattimento insieme a quindici cavalieri, oltre "otto nobili baroni e giovani scudieri e soldati senza valore". Re Fínghin uccise anche Barrach More ma venne ucciso a sua volta. Il regno di Desmond passò quindi a suo fratello, Aithchleirech Mac Carthaigh.
È interessante notare che questi annali definiscono gli Inglesi galls.